# Oklahoma City
Oklahoma City is de hoofdstad en grootste stad van de Amerikaanse staat Oklahoma en hoofdplaats van Oklahoma County. De stad heeft 528.042 inwoners en 1,3 miljoen inwoners binnen de agglomeratie (2003). 
Oklahoma City heeft een vliegveld genaamd Will Rogers Airport. De United States Air Force vliegbasis Tinker Air Force Base ligt ten zuidoosten van het stadscentrum en omvat ook een groot militaire logistiek centrum.  De basis biedt tewerkstelling aan 26.000 militairen en burgers.
Oklahoma City bevindt zich in het midden van de staat Oklahoma. De oppervlakte van de stad is 1608,8 km², waarvan 1572,1 km² land en 36,7 km² wateroppervlakte.

## Geschiedenis
De stad is op 22 april 1889 gesticht, toen de regering het Indiaanse Territorium met een startschot symbolisch vrijgaf voor kolonisatie. De kolonisten verdrongen zich rond deze plaats en die avond was al een "stad" van tenten ontstaan, waarbij zenuwachtige kolonisten overigens de wacht hielden uit angst dat anderen "hun" grond zouden inpikken. Het Lucky Luke-album De trek naar Oklahoma beschrijft deze gebeurtenis, waarbij Lucky Luke de taak krijgt een oogje in het zeil te houden en anarchie te voorkomen. De afloop is in het stripalbum overigens wel anders dan in werkelijkheid.
De uitvinder van de parkeermeter, Carl Magee, komt hiervandaan. Oklahoma City was tevens de eerste plaats waar de parkeermeter werd geïntroduceerd (16 juli 1935).
Op 19 april 1995 werd het Alfred P. Murrah Federal Building doelwit van een grote terroristische aanslag waarbij 167 mensen gedood werden.

## Geografie

### Topografie
Volgens het United States Census Bureau heeft de stad een oppervlakte van 1608,8 km² waarvan 1572,1 km² bestaande uit land en 36,7 km² uit water. Het totale gebied is 2,28% water. Oklahoma City ligt in Frontier Country, Central Oklahoma, in de Great Plains van Noord-Amerika. In tegenstelling tot wat vaak wordt verondersteld, is het gebied niet vlak en zonder bomen, maar zijn er veel heuvels, die zijn bedekt door lage bomen, struiken en gras.
De stad wordt in tweeën gesneden door de North Canadian River. Deze rivier overstroomde ooit elk jaar, wat vernietigingen veroorzaakte in omringende gebieden, waaronder de Oklahoma City Zoo. In de jaren veertig damde de Civilian Conservation Corps de rivier in en zette het om in een wijde sloot. In de jaren negentig bouwde de stad, als deel van een stimuleringsproject, MAPS, meerdere lagen dammen waardoor er meer water in de rivier kwam. De stad heeft ook drie grote meren, Hefnermeer en Overholsermeer in het noorden en het grootste meer, Stanley Drapermeer, in het zuidoosten.

### Klimaat
In januari is de gemiddelde temperatuur 2,2 °C, in juli is dat 27,8 °C. Jaarlijks valt er gemiddeld 847,3 mm neerslag (gegevens op basis van de meetperiode 1961-1990).

## Demografie
Van de bevolking is 11,5 % ouder dan 65 jaar en bestaat voor 30,7 % uit eenpersoonshuishoudens. De werkloosheid bedraagt 2,7 % (cijfers volkstelling 2000).
Ongeveer 10,1 % van de bevolking van Oklahoma City bestaat uit hispanics en latino's, 15,4 % is van Afrikaanse oorsprong en 3,5 % van Aziatische oorsprong.
Het aantal inwoners steeg van 444.605 in 1990 naar 506.132 in 2000.

## Sport
Basketbalclub Oklahoma City Thunder is de enige sportclub uit Oklahoma City die uitkomt in een van de vier grootste Amerikaanse sportcompetities (Major League Baseball (MLB), de National Basketball Association (NBA), de National Football League (NFL) en de National Hockey League (NHL).

## Stedenbanden
- Haikou (China)
- Puebla (Mexico)
- Rio de Janeiro (Brazilië)